# ウェーブ型給油艦
ウェーブ型給油艦（英語: Wave-class tanker）は、イギリス海軍補助艦隊が運用する大型艦隊給油艦（AO）の艦級。

## 来歴
国内造船所の助力のもとで行われた要求仕様の策定は1995年初頭に完了し、1996年3月に提案依頼書（RFP）が発出された。主契約者はVSEL（現在のBAE システムズ・サーフェス・シップス）社とされ、1998年5月22日より建造が開始された。
当初は2000年9月および2001年10月に1隻ずつが竣工する予定であったが、2番艦の起工は遅延した。

## 設計
船型は凹甲板型とされており、また機関配置はアフト・エンジン型タンカーとしての配置が採用されている。ただし艦尾楼上にはヘリコプター甲板とマーリンHM.1ヘリコプター1機分のハンガーが設けられているため、艦橋はその分だけ艦首方向に寄っている。
また船体は、海洋汚染関連法規に従ったダブルハル構造である。基本的には商船構造とされているが、抗堪性およびダメージコントロールに関連する部分のみは海軍の基準に準じている。なおレーダー反射断面積低減のため、上部構造物や補給ステーションのポストには6度の傾斜が付されている。
主機関はディーゼル・エレクトリック方式を採用しており、バルチラ社製12V32Eディーゼルエンジン（6,290 bhp）およびGECLM発電機4セットによって発電し、電動機2基によってスクリュープロペラ1軸を駆動する。また僻地で設備が劣る港での活動を想定し、艦首および艦尾にサイドスラスターを1基ずつ設置している。
液体貨物は16,500 m3を搭載可能であり、うちディーゼル燃料が15,000トン、航空燃料が3,000 m3であった。またドライカーゴも500 m3を搭載可能であるほか、20フィート型の冷凍コンテナ8基を搭載可能である。洋上移送装置としては、各舷に3基ずつの補給ステーションが設定されている。

## 同型艦
| #    | 艦名                              | 起工           | 進水           | 就役            |
| ---- | --------------------------------- | -------------- | -------------- | --------------- |
| A389 | ウェーブ・ナイト RFA Wave Knight  | 1998年 5月22日 | 2000年 9月29日 | 2002年 10月16日 |
| A390 | ウェーブ・ルーラー RFA Wave Ruler | 2000年 2月10日 | 2001年 2月9日  | 2003年 4月27日  |